# Atanazy z Athosu

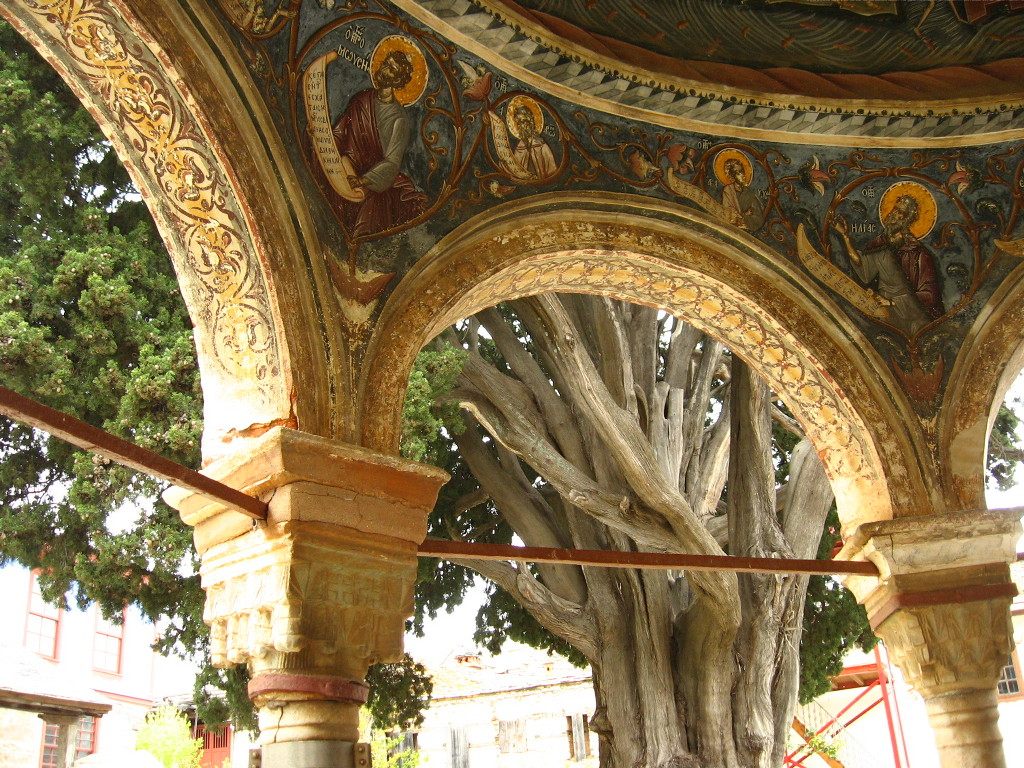
Wejście do Wielkiej Ławry założonej przez św. Atanazego

Atanazy z Athosu, Atanazy z góry Athos, gr. Αθανάσιος ο Αθωνίτης [Athanasios o Athonitis], cs. Prepodobnyj Afanasij Afonskij, imię świeckie: Abraham (ur. ok. 920 w Trabzonie w Kapadocji, zm. 1000 lub 1003) – święty mnich chrześcijański, twórca Wielkiej Ławry w kompleksie Góry Athos, święty Kościoła katolickiego.

## Żywot świętego
Atanazy urodził się w pobożnej rodzinie chrześcijańskiej. Wcześnie stracił rodziców i według hagiografii został wychowany przez mniszkę, której ascetyczny tryb życia zaczął z własnej woli naśladować. Został następnie uczniem duchowym mnicha Michała Maleina. Śluby zakonne złożył ostatecznie w klasztorze Kyminas, przyjmując imię Atanazy. Jako mnich zajmował się przepisywaniem ksiąg i z własnej woli podejmował dodatkowe umartwienia i posty. W związku z tym w 960 przełożony klasztoru zgodził się na opuszczenie przez niego wspólnoty i zamieszkanie jako pustelnik na górze Athos. W nowym miejscu zamieszkania mnich miał być bezskutecznie kuszony przez diabła.
W 963 Atanazy założył na Athosie monaster nazwany Wielką Ławrą, w którym w ciągu roku zgromadził kolejnych 80 uczniów. Opracował dla klasztoru szczegółową regułę życia opartego na modlitwie i pracy na roli, a także uzyskał dla niego szczególne przywileje w postaci honorowego prymatu wśród monasterów na górze oraz wsparcia ze strony cesarza (224 złote monety oraz zapas zboża rocznie). Pomoc cesarzy umożliwiła mu budowę kilkudziesięciu nowych niewielkich klasztorów, gdzie zamieszkali jego uczniowie. Sam kontynuował życie ascetyczne, przez co zyskał ogromny autorytet i wielu naśladowców. Przypisywano mu zdolność czynienia cudów i jasnowidzenia, jak również co najmniej kilka objawień Matki Bożej.
Zginął w roku 1000 lub 1003 w wypadku w czasie budowy nowej cerkwi w obrębie Wielkiej Ławry, spadając z dachu budynku, z którego pragnął nadzorować postępy prac. Według tradycji miał przewidzieć swoją śmierć. Został uznany za świętego bezpośrednio po swojej śmierci.

## Kult
Dzień obchodów
- Wspomnienie liturgiczne w Kościele katolickim obchodzone jest 5 lipca[3].

- Cerkiew prawosławna wspomina świętego mnicha 5/18 lipca[c], tj. 18 lipca według kalendarza gregoriańskiego.

Patronat
Święty Atanazy jest orędownikiem w sytuacjach beznadziejnych. Wierni zwracają się do świętego z prośbą o szybszą śmierć dla osób beznadziejnie chorych.
Ikonografia
W ikonografii święty przedstawiany jest w czarnych szatach mnicha wielkiej schimy bez nakrycia głowy. Ma kędzierzawą, siwą brodę i dużą łysinę czołową. 
W prawej ręce trzyma krzyż lub pastorał (żezł), w lewej zwój ze słowami: 
"Pospieszmy, by potrudzić się, abyśmy dostąpili Królestwa Niebios".